# Sweet and Pretty (film 1923)
Sweet and Pretty è un cortometraggio muto del 1923 scritto e diretto da James D. Davis.

## Produzione
Il film fu prodotto dalla Century Film.

## Distribuzione
Distribuito dall'Universal Pictures, il film - un cortometraggio in due bobine - uscì nelle sale cinematografiche statunitensi il 14 marzo 1923.